# Беляев, Андрей Владимирович
Андре́й Влади́мирович Беля́ев (13 октября 1968, Минск) — советский и белорусский гребец-каноист, выступал за сборную Белоруссии в конце 1990-х — начале 2000-х годов. Чемпион мира, победитель многих республиканских, национальных и международных регат. Заслуженный мастер спорта Республики Беларусь. Ныне — тренер.

## Биография
Андрей Беляев родился 13 октября 1968 года в Минске. Активно заниматься греблей начал в возрасте четырнадцати лет, проходил подготовку под руководством тренеров Александра Гончарука и Александра Новожилова, позже тренировался у Геннадия Лисейчикова. В 1987 году выполнил норматив мастера спорта СССР по гребле на каноэ. После распада Советского Союза стал выступать за сборную Белоруссии.
В 1997 году побывал на чемпионате мира в канадском Дартмуте, где в составе четырёхместного экипажа, куда также вошли гребцы Александр Масейков, Анатолий Ренейский и Владимир Меринов, завоевал золотую медаль в гонке на 200 метров. Год спустя на соревнованиях в венгерском Сегеде тем же составом они пытались защитить чемпионское звание, однако на сей раз пришли к финишу вторыми, уступив лидерство команде из Чехии. В 2000 году за выдающиеся спортивные достижения Беляев удостоен почётного звания «Заслуженный мастер спорта Республики Беларусь».
Завершив карьеру профессионального спортсмена, Андрей Беляев перешёл на тренерскую работу. Регулярно участвует в ветеранских регатах по гребле на каноэ.